# Pawłowka (rejon konyszowski)
Pawłowka (ros. Павловка) – wieś (ros. деревня, trb. dieriewnia) w zachodniej Rosji, w sielsowiecie małogorodźkowskim rejonu konyszowskiego w obwodzie kurskim.

## Geografia
Miejscowość położona jest nad rzeką Prutiszcze w dorzeczu Sejmu, 11 km od centrum administracyjnego sielsowietu (Małoje Gorodźkowo), 11 km na południowy wschód od centrum administracyjnego rejonu (Konyszowka), 52 km na północny zachód od Kurska.
We wsi znajduje się 16 posesji.
Klimat
Miejscowość, jak i cały rejon, znajduje się w strefie klimatu kontynentalnego z łagodnym ciepłym latem i równomiernie rozłożonymi opadami rocznymi (Dfb w klasyfikacji klimatów Köppena).

## Demografia
W 2010 r. wieś zamieszkiwało 19 osób.